# Sonata per a piano núm. 1 (Weinberg)
La Sonata per a piano núm. 1, op. 5, va ser composta per Mieczysław Weinberg a Minsk el 1940. La va dedicar al pianista i compositor Aleksei Klumov.

## Moviments
- I. Adagio
- II. Allegretto
- III. Andantino
- IV. Allegro molto

## Origen i context
Weinberg va compondre aquesta Sonata per a piano mentre fugia de l'Alemanya nazi i durant els dos anys que va passar estudiant a Minsk, Belarús. La Primera Sonata per a piano manté el llenguatge expressiu i recaragolat de les obres anteriors, encara que es veu endurida amb més dissonància i complexitat.